# Umvoti
Umvoti – gmina w Republice Południowej Afryki, w prowincji KwaZulu-Natal, w dystrykcie Umzinyathi. Siedzibą administracyjną gminy jest Greytown.